# Влашка црква (Цетиње)
Влашка црква, на Цетињу (Црна Гора) посвећена је рођењу Богородице. По предању, Цетињско поље су настањивали богумили све до XIV вијека, а првобитна црква је подигнута 1450. године (од прућа и облијепљена блатом, од стране сточара, Влаха, на мјесту гдје су се већ налазили стећци). Била је једна од најстаријих грађевина на Цетињу. Приликом обнове постојеће цркве у XIX вијеку, било је затечено око 150 стећака, који су (сви осим два) уграђени у проширене темеље. Археолошким истраживањима је утврђено да се испод пода данашње цркве налазе подни остаци мање цркве (која је била осликана) а потицала је из XVI или почетка XVII вијека. Данашњи изглед датира из XVII или почетка XVIII вијека, са преправкама и проширењем из 1864. године. Црквено двориште је са старијим гробљем и ограде сачињене од пушчаних цијеви (из ратова у 1858. и 1876-1878. године). Испред улаза се налази један средњовјековни стећак, са краја XIV или почетка XV вијека (по народном предању, ту су сахрањени Бајо Пивљанин и његова жена, за шта не постоје историјски докази). У овој су цркви сахрањене значајне личности црногорске историје.
На Бадњи дан 1915, тј. 6. јануара 1916, испред Светог Јована Медовског је потопљен брод са добровољцима из Америке, страдало их је око 300 - испред Цркве им је 1939. подигнут споменик, освећен 6. јуна 1940.